# Majinghorn
Majinghorn är en bergstopp i Schweiz.   Den ligger i distriktet Raron och kantonen Valais, i den södra delen av landet, 60 km söder om huvudstaden Bern. Toppen på Majinghorn är 3 054 meter över havet, eller 238 meter över den omgivande terrängen. Bredden vid basen är 3,4 km.
Terrängen runt Majinghorn är huvudsakligen mycket bergig. Närmaste större samhälle är Sierre, 16,1 km sydväst om Majinghorn. 
Trakten runt Majinghorn består i huvudsak av gräsmarker. Runt Majinghorn är det ganska tätbefolkat, med 90 invånare per kvadratkilometer.